# Aria Giovanni
 (avril 2017).
- Si vous ne connaissez pas le sujet, laissez ce bandeau (vous pouvez alors contacter les auteurs).
- Si vous supprimez le contenu mis en cause (vous pouvez préalablement contacter les auteurs),

argumentez précisément cette suppression dans la page de discussion
(un manque de référence n'est pas un argument ; une recherche réelle de référence doit avoir été effectuée, être formellement documentée).
Aria Giovanni, née Cindy Renee Volk le 3 novembre 1977 à Los Angeles, est un mannequin et une actrice érotique américaine.

## Biographie
Aria Giovanni est une actrice travaillant dans le business du sexe. Elle est le deuxième enfant d'une famille de trois, ses études sont d'un niveau universitaire (Biochimie). Une enfance tumultueuse avec des problèmes de drogue et l'absence du père lui forgent un caractère difficile et renfermé. Aria commence le mannequinat le 1er octobre 1999 en apparaissant sur plusieurs sites pornographiques tels que Amateur Pink, Busty Amateurs ou encore Seductive Amateurs.
En 2000, Aimee Sweet lui fait rencontrer la photographe Suze Randall. Aria et Suze réalisent alors une séance photos en mai pour le magazine Penthouse ; l'année suivante elle joue le rôle de Monica Snatch dans le film Survivors Exposed, une parodie de l'émission télévisée Survivor.
Elle tourne de multiples vidéos sous la direction de Danni Ashe, dont les 2 dernières encore avec elle dans un décor de cave à vins (2 fois 55 minutes), c'est avec cette dernière qu'elle tourne Rustic Shower. Il existe 3 versions de ce tournage, l'une d'environ 11 minutes 30, la plus soft, une deuxième de 20 minutes environ dans laquelle sont insérées des images prises par une seconde caméra et enfin une troisième version prise uniquement par la seconde caméra d'environ 28 minutes. On note la différence entre ces vidéos grâce à une pellicule d'une bien meilleure qualité dans la troisième version.
Aria pose également pour des photos sur le thème du bondage et du fétichisme pour la société Kink. Des vidéos de fétichisme du pied, des bas nylon ou des habits mouillés sont de son registre.
Ses plus grands succès sont les films avec Andrew Blake (Girlfriends, Aria, Blonds & Brunettes, Justine, Adriana, Naked Diva). Aria n'a jamais tourné de scène X ni de scènes érotiques impliquant des hommes. Elle est par contre très employée dans le sexe lesbien. Parmi les scènes les plus explicites on notera celles avec Justine Joli, Adriana Sage ou Monica Mendez dans les films de Blake, dans des séances bien plus courtes. Elle tournait aussi sous le pseudonyme de Kennedy à ses débuts, dans des vidéos de mauvaise qualité.
Aria Giovanni a travaillé pour des studios tels que Danni.com, DDF Network, Holly Randall, Hustler, Kink, Lethal Hardcore, Penthouse,, Suze Randall, Twistys.
Elle a fait quelques couvertures de la série SAS de G. de Villiers.
Confrontée à de sérieux problèmes de poids, sa plastique en souffre terriblement et dès ses 35 ans l'industrie du sexe ne fait plus appel à elle pour de longs métrages, elle se contente d’apparaître sur le net depuis son site web. Elle propose des séances payantes où elle se livre à des déshabillages et quelques séances de pseudo masturbation.
Elle a été mariée à John 5, dont elle a divorcé en 2006, et réside aujourd'hui à Los Angeles.
Depuis quelques années elle a repris  des études universitaires spécialisées en entomologie, elle  travaille  conjointement dans un laboratoire sur les parasites de la vigne. Elle a abandonné son nom d'artiste et se nomme à présent Cindy Preto.
Elle a supprimé son site Web pendant l'été 2019.

## Filmographie

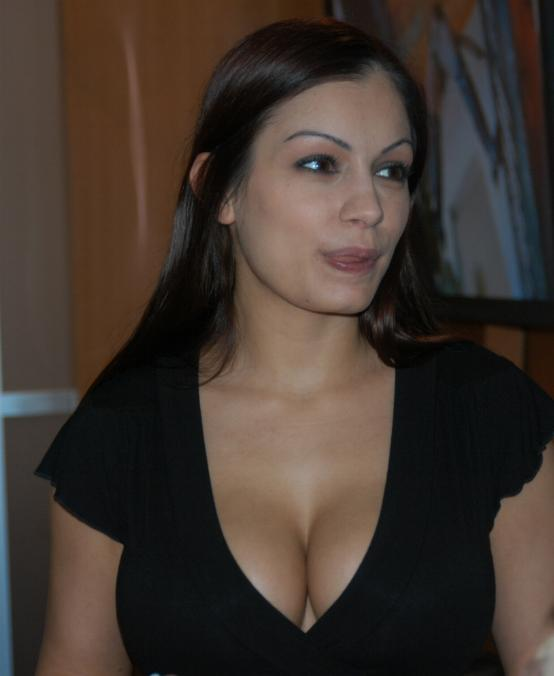
Aria Giovanni en 2005

### Actrice

#### Films érotiques
- 2002 : Thirteen Erotic Ghosts : un fantôme érotique
- 2005 : Alabama Jones and the Busty Crusade : Luna
- 2009 : Busty Cops: Protect and Serve! (téléfilm)
- 2007-2011 : House of Taboo (série télévisée) (5 épisodes)
- 2013 : Bare-Naked Survivor Again : Monica Snatch

#### Films pornographiques
- 2001 : Aria
- 2001 : Blond & Brunettes
- 2001 : Survivors Exposed
- 2001 : Beach Blanket Malibu
- 2002 : Girlfriends
- 2003 : Adriana
- 2003 : Virtual Lap Dancers
- 2004 : Bubblegirls: Aria Giovanni
- 2004 : Naked Diva
- 2004 : Mystique Presents H2Ohh
- 2004 : Meridians of Passion
- 2004 : Office Girl Abductions!
- 2004 : Foot Worship Adventures!
- 2004 : Chloroformed Pin-Up Girls!
- 2007 : Screen Dreams 2
- 2007 : World's Sexiest Nude Women
- 2008 : PG Porn
- 2009 : Voyeur Within
- 2011 : Calvin's Dream
- 2012 : Big Breast Hairy Pussy
- 2013 : Lesbian Fever (II)
- 2014 : Lesbian Adventures 2
- 2015 : Double D Girls 2
- 2016 : Nibble My Nipples 2

### Productrice
- 2004 : Meridians of Passion